# Апелляционный суд Онтарио
Апелляцио́нный суд Онта́рио (англ. Court of Appeal for Ontario, OCA) располагается в деловой части Торонто в историческом Осгуд-холле.
Суд состоит из 24 судей, которые ежегодно выслушивают более 1500 апелляций по вопросам частного, конституционного, уголовного, административного права и других сфер. В Верховном суде Канады слушаются апелляции примерно на 3 % решений Апелляционного суда; то есть в практическом смысле Апелляционный суд — это последняя апелляционная инстанция для большинства судящихся в самой населённой провинции Канады. Из наиболее известных решений Апелляционного суда можно назвать постановление 2003 года, узаконившее однополые браки в Онтарио и сделавшее Канаду первой страной в мире, где однополые браки были узаконены постановлением суда. Многие судьи этого Суда переводились в Верховный суд Канады: это, в частности, Розали Абелла, Луиз Арбур, Питер Кори, Луиз Шаррон, Бора Ласкин и Берта Уилсон. Судья Берта Уилсон стала первой судьёй-женщиной как в Апелляционном суде Онтарио (1975), так и в Верховном суде Канады (1982).
Суд функционирует в соответствии с онтарийским Законом о судах.

## Действующие судьи
| Должность                       | Имя                   | Назначен        | Кем назначен | Должность до назначения |
| ------------------------------- | --------------------- | --------------- | ------------ | --- |
| Главный судья Онтарио           | Уоррен Винклер        | 1 июня 2007     | Харпер       | Высший суд |
| Помощник главного судьи Онтарио | Деннис О’Коннор       | 1998/2001       | Кретьен      | Юрист в Borden Ladner Gervais                                                                                                 |
| Судья                           | Роберт П. Армстронг   | 25 января 2002  | Кретьен      | Юрист в Torys |
| Судья                           | Роберт А. Блэр        | 5 ноября 2003   | Кретьен      | Высший суд |
| Судья                           | Карен М. Вейлер       | 12 марта 1992   | Малруни      | Высший суд |
| Судья                           | Стивен Т. Гаудж       | 1996            | Кретьен      | Юрист в Gowling, Strathy & Henderson                                                                                          |
| Судья                           | Эйлин Э. Джиллезе     | 2002            | Кретьен      | Высший суд |
| Судья                           | Дэвид Г. Догерти      | 1 сентября 1990 | Малруни      | Высший суд |
| Судья                           | Эндромаки Каракацанис | Апрель 2010     | Харпер       | Высший суд |
| Судья                           | Элинор А. Кронк       | 31 июля 2001    | Кретьен      | Юрист в Lax O’Sullivan Cronk                                                                                                  |
| Судья                           | Джон А. Ласкин        | Январь 1994     | Кретьен      | Юрист в Davies Ward & Beck |
| Судья                           | Гарри С. Лаформ       | Ноябрь 2004     | Мартин       | Высший суд |
| Судья                           | Сьюзен Э. Лэнг        | 12 марта 2004   | Мартин       | Высший суд |
| Судья                           | Джин Л. Макфарланд    | 19 ноября 2004  | Мартин       | Высший суд |
| Судья                           | Джеймс Ч. Макферсон   | 1999            | Кретьен      | Высший суд |
| Судья                           | Майкл Д. Молдавер     | Декабрь 1995    | Кретьен      | Высший суд |
| Судья                           | Марк Розенберг        | Декабрь 1995    | Кретьен      | Помощник заместителя атторней-генерала (отделение публичного права и государственной политики и отделение гражданского права) |
| Судья                           | Поль Руло             | Апрель 2005     | Мартин       | Высший суд |
| Судья                           | Дженет М. Симмонс     | Август 2000     | Кретьен      | Высший суд |
| Судья                           | Дэвид Уотт            | 12 октября 2007 | Харпер       | Высший суд |
| Судья                           | Кэтрин Н. Фельдман    | 11 июня 1998    | Кретьен      | Высший суд |
| Судья                           | Роберт Д. Шарп        | 1999            | Кретьен      | Высший суд |
| Судья                           | Глория Д. Эпштейн     | 12 октября 2007 | Харпер       | Высший суд |
| Судья                           | Расселл Д. Юрианс     | 12 марта 2004   | Мартин       | Высший суд |

## Бывшие судьи
- Марвин А. Кацман (1988—2007)
- Рой Макмертри как главный судья (1996—2007)
- Луиз Шаррон (1995—2004)
- Розали Абелла (1992—2004)
- Луиз Арбур (1990—1999)
- Шарль Дюбен (1973—1996)
- Уолтер Тарнопольский (1985—1993)
- Питер Кори (1981—1989)
- Берта Уилсон (1975—1982)
- Голдвин Артур Мартин (1973—1988)
- Бора Ласкин (1965—1970)
- Жан-Марк Лаброс (1990—2007)
- Рой Келлок (1942—1944)
- Генри Хейг Дэвис (1933—1935)
- Ньютон Уэсли Рауэлл как главный судья (1936—1937)
- Сэр Уильям Мьюлок как главный судья (1923—1936)
- Джон Дуглас Армор (1887—1890) как главный судья (1901—1902)
- Джон Хокинс Хейгарти как главный судья (1884—1897)
- Томас Мосс как главный судья (1878—1880)
- Роберт Александр Харрисон как главный судья (1875—1878)
- Д. С. Шпрагге

## Главные судьи Верхней Канады
- Уильям Осгуд 1794—1801
- Генри Олкок 1802—1806
- Томас Скотт 1806—1816
- Уильям Даммер Пауэлл 1816—1825
- Сэр Уильям Кэмпбелл 1825—1829
- Сэр Джон Беверли Робинсон 1829—1862
- Уильям Генри Дрейпер 1863—1867